# 藤尾きらら
藤尾 きらら（ふじお きらら、1998年11月2日 - ）は、熊本県玉名市出身の女子サッカー選手。クロアチア女子リーグ1部のZNKメジムルジェ・チャコヴェツ所属。ポジションはミッドフィールダー。日ノ本学園高等学校卒業。ブラジルで唯一にして初の日本人女子プロサッカー選手として、2017年から2020年までブラジルでプレーしていた。

## 経歴

### ユース
熊本県玉名郡横島町（現・玉名市）のトマト農家に生まれ、5歳より県内のピエドールSC玉名に所属しサッカーを始める。小学生の頃はバスケットボールもプレーしており、そちらに専念していた時期もあった。
中学時代より、VALEIA SCと、女子チームのMELSA熊本ソヒーアの両チームに所属し試合を組み立てられる選手へと成長。この頃、フットサルチームのエスペランサ熊本女子フットサルに参加して九州チャンピオンと全国大会出場も経験している。中学を卒業すると、姫路市の高校女子サッカーの名門・日ノ本学園高等学校へ進学。高校時代の藤尾は攻撃的な右サイドの中盤の選手としてプレーして、2度の全国高等学校総合体育大会サッカー競技大会と全日本高等学校女子サッカー選手権大会のタイトルを獲得した。

### シニア

#### カンピオナート・ブラジレイロ・フェミニーノ
藤尾は恩師の影響などもありブラジルにも女子のプロリーグがあり、それが本格的に強化されていくのを知り、本物のサッカーの国でプロの選手になりプレーすることができたら、プロとしての土台や自分自身が生きるということも経験できると考え、日ノ本学園高等学校の卒業を前にしてブラジル行きを決意。日本人として初めてのブラジルの女子プロサッカー選手を目指す。現地からのオファーもなく、ポルトガル語も解らぬまま、卒業後すぐに日本を飛び出してブラジルの土を踏んだ。知人の伝を頼るなどして数度のテストののち、2017年12月にブラジル北東部のスポルチ・レシフェに入団、日本人初のブラジルでのプロ契約を勝ち取った。
スポルチ・レシフェでの藤尾はブラジルのサッカーも含めた文化の違いや、英語もあまり通じない環境に戸惑いながらも徐々にチームメイトやファンの信頼を得て2018年シーズン に8試合1得点を記録。（一年目は就労ビザ取得のため練習のみ。）
2019年シーズンからは、南部サンタカタリーナ州のアヴァイ・キンダーマンに移籍して、7試合1得点を記録。チームは年間総合順位で3位となりコパ・リベルタドーレス・フェメニーナの出場資格を得た。またこの頃の藤尾は、日ノ本学園高等学校時代にはあまり意識を置いていなかった守備もこなすようになりボランチの位置にもついている。
2020年になり、世界を襲ったCOVID-19パンデミックは藤尾の経歴にも影響を与えた。この影響で出場すれば日本人として初となった、コパ・リベルタドーレス・フェメニーナ 2020は2021年に延期。2020年シーズンのアヴァイ・キンダーマンの成績はカンピオナート・ブラジレイロ・フェミニーノ（1部）で準優勝というものであったが、日本に一時帰国したのちチームへの再合流も叶わず、藤尾は日本でのプレーを模索した。

#### ジェフユナイテッド市原・千葉レディース
2021年シーズンから始まるWEリーグ・ジェフユナイテッド市原・千葉レディースに移籍した。

#### ZNKメジムルジェ・チャコヴェツ
2024年1月17日、クロアチア女子リーグ1部のZNKメジムルジェ・チャコヴェツへの完全移籍が発表された。

## 所属クラブ
- 2005年 - 2011年3月 ピエドールSC玉名
- 2011年 - 2014年3月 VALEIA SC/MELSA熊本ソヒーア
- 2014年 - 2017年3月 日ノ本学園高等学校
- 2017年 - 2018年 スポルチ・レシフェ
- 2019年 - 2020年 アヴァイ・キンダーマン（英語版）
- 2021年 - 2023年 ジェフユナイテッド市原・千葉レディース
- 2024年 - 現在 ZNKメジムルジェ・チャコヴェツ

## 個人成績

### クラブ
| 国内大会個人成績 | 国内大会個人成績                       | 国内大会個人成績 | 国内大会個人成績                  | 国内大会個人成績             | 国内大会個人成績 | 国内大会個人成績 | 国内大会個人成績 | 国内大会個人成績 | 国内大会個人成績 | 国内大会個人成績 | 国内大会個人成績 |
| 年度             | クラブ                                 | 背番号           | リーグ                            | リーグ戦                     | リーグ戦         | リーグ杯         | リーグ杯         | オープン杯       | オープン杯       | 期間通算         | 期間通算         |
| 年度             | クラブ                                 | 背番号           | リーグ                            | 出場                         | 得点             | 出場             | 得点             | 出場             | 得点             | 出場             | 得点             |
| 日本             | 日本                                   | 日本             | 日本                              | リーグ戦                     | リーグ戦         | リーグ杯         | リーグ杯         | 皇后杯           | 皇后杯           | 期間通算         | 期間通算         |
| ---------------- | -------------------------------------- | ---------------- | --------------------------------- | ---------------------------- | ---------------- | ---------------- | ---------------- | ---------------- | ---------------- | ---------------- | ---------------- |
| 2014             | 日ノ本学園高等学校                     | 6                | -                                 | -                            | -                | -                | -                | 1                | 0                | 1                | 0                |
| 2015             | 日ノ本学園高等学校                     | 8                | -                                 | -                            | -                | -                | -                | 2                | 1                | 2                | 1                |
| ブラジル         | ブラジル                               | ブラジル         | ブラジル                          | リーグ戦                     | リーグ戦         | リーグ杯         | リーグ杯         | オープン杯       | オープン杯       | 期間通算         | 期間通算         |
| 2017             | スポルチ・レシフェ                     | 8                | カンピオナート・ ブラジレイロ女子 | -                            | -                | -                | -                | -                | -                | -                | -                |
| 2018             | スポルチ・レシフェ                     | 8                | カンピオナート・ ブラジレイロ女子 | 8                            | 1                | -                | -                | -                | -                | 8                | 1                |
| 2019             | アヴァイ・キンダーマン                 | 15               | カンピオナート・ ブラジレイロ女子 | 7                            | 1                | -                | -                | -                | -                | 7                | 1                |
| 2020             | アヴァイ・キンダーマン                 | 15               | カンピオナート・ ブラジレイロ女子 | 1                            | 0                | -                | -                | -                | -                | 1                | 0                |
| 日本             | 日本                                   | 日本             | 日本                              | リーグ戦                     | リーグ戦         | リーグ杯         | リーグ杯         | 皇后杯           | 皇后杯           | 期間通算         | 期間通算         |
| 2021-22          | ジェフユナイテッド市原・千葉レディース | 25               | WE                                | 5                            | 0                | -                | -                | 2                | 0                | 7                | 0                |
| 2022-23          | ジェフユナイテッド市原・千葉レディース | 25               | WE                                | 9                            | 1                | 1                | 0                | 0                | 0                | 10               | 1                |
| 2023-24          | ジェフユナイテッド市原・千葉レディース | 38               | WE                                | 2                            | 0                | 4                | 0                | -                | -                | 6                | 0                |
| クロアチア       | クロアチア                             | クロアチア       | クロアチア                        | リーグ戦                     | リーグ戦         | リーグ杯         | リーグ杯         | オープン杯       | オープン杯       | 期間通算         | 期間通算         |
| 2023-24          | ZNKメジムルジェ・チャコヴェツ          |                  | 1.HNL                             |                              |                  |                  |                  |                  |                  |                  |                  |
| 通算             | 日本                                   | 日本             | 1部                               | 16                           | 1                | 5                | 0                | 2                | 0                | 23               | 1                |
| 通算             | 日本                                   | 日本             | その他                            | -                            | -                | -                | -                | 3                | 1                | 3                | 1                |
| 通算             | ブラジル                               | ブラジル         | 1部                               | 16                           | 2                | -                | -                | -                | -                | 16               | 2                |
| 通算             | クロアチア                             | クロアチア       | 1部                               | \|\|\|\|\|\|\|\|\|\|\|\|\|\| |                  |                  |                  |                  |                  |                  |                  |
| 総通算           | 総通算                                 | 総通算           | 総通算                            | 32                           | 3                | 5                | 0                | 5                | 1                | 42               | 4                |

- WEリーグ
  - 初出場 - 2022年3月5日 第12節 三菱重工浦和レッズレディース戦 (熊谷スポーツ文化公園陸上競技場)[9]
  - 初得点 - 2023年5月13日 第18節 ノジマステラ神奈川相模原戦 (フクダ電子アリーナ)[9]

## タイトル

### クラブ
- 日ノ本学園高等学校
  - 全国高等学校総合体育大会サッカー競技大会：2回（2014年、2015年）
  - 全日本高等学校女子サッカー選手権大会：1回（2015年）

## 主なメディア出演

### ネット配信番組
- 「週イチ なでしこカフェ」“なでしこ版カズ”こと藤尾きらら選手に聞く！ブラジル女子1部リーグ（サッカーキングチャンネル）[10]